# Orthocentrus defossus
Orthocentrus defossus är en stekelart som beskrevs av Charles Thomas Brues 1910. Orthocentrus defossus ingår i släktet Orthocentrus och familjen brokparasitsteklar. Inga underarter finns listade i Catalogue of Life.